# Phoma cytospora
Phoma cytospora är en lavart som först beskrevs av Vouaux, och fick sitt nu gällande namn av David Leslie Hawksworth 1976. Phoma cytospora ingår i släktet Phoma, ordningen Pleosporales, klassen Dothideomycetes, divisionen sporsäcksvampar och riket svampar.  Arten är reproducerande i Sverige. Inga underarter finns listade i Catalogue of Life.